# جيري هيني
جيري هيني (بالإنجليزية: Gerry Heaney)‏ هو لاعب كرة قدم بريطاني في مركز الدفاع، ولد في عقد 1940. لعب مع نادي لانارك الثالث وهاميلتون أكاديميكال.